# Gåseviks naturreservat

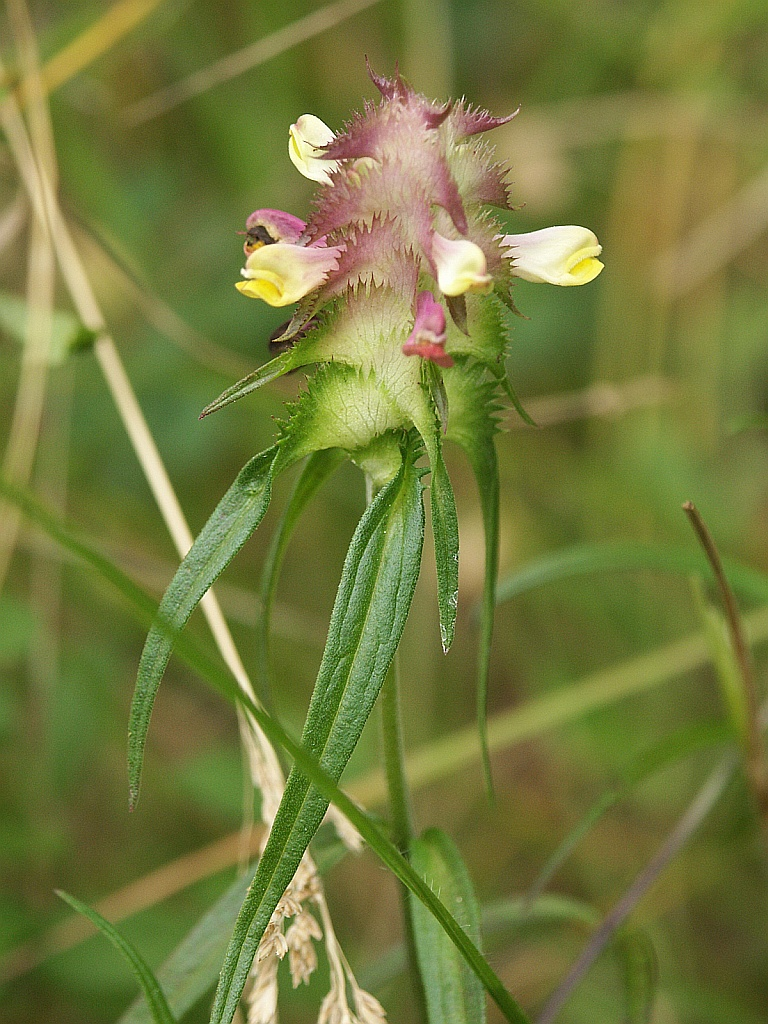
Korskovall

Gåsevik är ett naturreservat i Skaftö socken i Lysekils kommun i Bohuslän.
Området avsattes som naturminne 1974 men omvandlades till naturreservat 2011. Det är 1,5 hektar stort och består av botaniskt rikt område. Det är beläget 800 m väster om Fiskebäckskil och sträcker sig från Gåsevik till Kristineberg. 
Inom området finns olika växtmiljöer såsom kärr, högörtsfuktäng och torräng. Den rika förekomsten av gamla snäck- och musselskal i jorden gynnar växter som trivs på kalkrika marker. På en slåtteräng växer loppstarr, knutört, saltstarr och granspira. Man kan även hitta korskovall, natt och dag, ängsnycklar, jordtistel, brudbröd, kärrvial och krissla. Ängarna omges av hällmarker.  
Området förvaltas av Västkuststiftelsen.